# Hälleforshund
Hälleforshund är en hundras under utveckling i Sverige. Den är en av tio älghundar, en nordlig jaktspets vars bruksområde främst är som ställande löshund.

## Historia
Rasen har utvecklats i anslutning till Hellefors Bruks AB i Hällefors i Bergslagen i Västmanland och den älgjakt som bedrivits på bolagets marker. Det är framförallt två hundar som haft betydelse för rasens uppkomst. Pajo (1930-1941) från Hassela socken i Hälsingland betraktas som rasens stamfader. Som stammoder räknas ostjaktiken Spanja som var född 1937. Ostjakhundar var ett annat namn för hundar av samojedhundstyp.
Pajo var en blandrashund med en speciell gulaktig färg. I hans härstamning fanns å ena sidan en korsning mellan gråhund och inte närmare preciserad stövare som användes som drivande hund på hare. Å andra sidan fanns en vit trädskällande spetshund som användes till jakt på ekorre. Pajo visade naturlig talang för att ställa älg och såldes efter ett par år till en jägmästare vid Hällefors bruk.
Spanja som var grågul var ursprungligen importerad från Ryssland med ett spann slädhundar. Senare har andra ostjakhundar korsats in, dessa var av jakthundstypen som används både som trädskällare och ställande hundar och som närmast motsvaras av västsibirisk lajka. I blandningen finns även ett litet inslag av finsk spets och andra älghundar såsom ytterligare gråhundar samt jämthund.
Redan tidigt började man dokumentera härstamningen hos alla hundar som kunde karakteriseras som hälleforshundar. En arbetsgrupp bildades när en av pionjärerna avled 1990. Fyra år senare bildades rasklubben då även en första mönstring av ett 40-tal hundar genomfördes. Sedan 1990-talet har inga ytterligare inkorsningar skett. Vid mitten av 1990-talet började man genomföra inofficiella jaktprov. År 2000 blev hälleforshunden godkänd som ras under utveckling av Svenska Kennelklubben (SKK), vilket innebar att rasen kan delta i officiella jaktprov och på hundutställning. Stamboken var öppen till 2010, varefter en utvärdering skall ske inför fullt erkännande.

## Egenskaper
Hälleforshunden är en mycket pålitlig ställande löshund för enmansjakt och har stor viltskärpa. Den skall utstråla energi, mod och styrka.

## Utseende
Kännetecknande för hälleforshunden är den gulröda färgen i mörkare eller ljusare nyanser, ofta med svart mask.